# Cthulhu Mythos

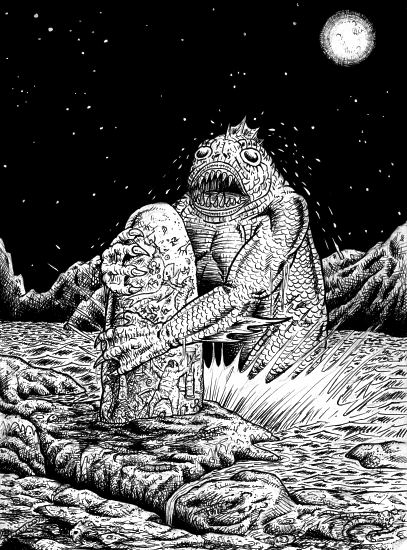
Một con quái vật vũ trụ

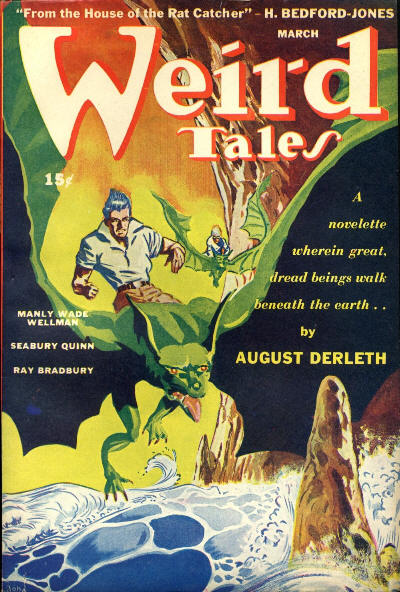
Bìa tạp chí Weird Tales (tháng 3 năm 1944, tập 37, số 4) có "Đường mòn của Cthulhu" của August Derleth. Ảnh bìa của John Giunta.

Cthulhu Mythos (tạm dịch: Huyền tích Cthulhu) là một vũ trụ hư cấu bắt nguồn từ các tác phẩm của nhà văn kinh dị người Mỹ HP Lovecraft. Thuật ngữ này được đặt ra bởi August Derleth, một phóng viên đương thời và là người học trò của Lovecraft, để xác định các bối cảnh, vùng nhiệt đới và truyền thuyết được Lovecraft và những người nối tiếp văn học của ông sử dụng. Cái tên Cthulhu bắt nguồn từ sinh vật trung tâm trong truyện ngắn của Lovecraft, "Tiếng gọi của Cthulhu", được xuất bản lần đầu trên tạp chí Weird Tales vào năm 1928.
Richard L. Tierney, một nhà văn cũng đã viết truyện thần thoại, sau đó đã áp dụng thuật ngữ "Derleth Mythos" để phân biệt các tác phẩm của Lovecraft với các câu chuyện sau này của Derleth, điều chỉnh các nguyên lý chính của Thần thoại/Huyền tích. Các tác giả của truyện kinh dị Lovecraft đặc biệt thường xuyên sử dụng các yếu tố của Cthulhu Mythos. :viii-ix

## Lịch sử
Trong bài tiểu luận "HP Lovecraft và Cthulhu Mythos", Robert M. Price đã mô tả hai giai đoạn trong quá trình phát triển của Cthulhu Mythos. Giá gọi giai đoạn đầu tiên là "Cthulhu Mythos thích hợp." Giai đoạn này được hình thành trong suốt cuộc đời của Lovecraft và chịu sự hướng dẫn của anh ta. Giai đoạn thứ hai được hướng dẫn bởi August Derleth, ngoài việc xuất bản các câu chuyện của Lovecraft sau khi chết, đã cố gắng phân loại và mở rộng Mythos. :8  :5